# Théodore II Eirenikos

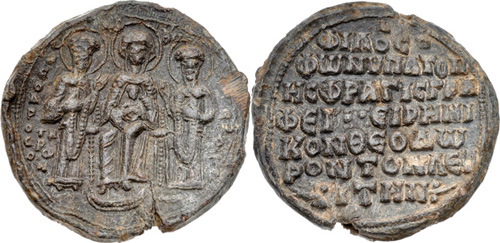
Sceau de Théodore Eirenikos alors qu'il est hypatos ton philosophon, vers 1208-1214.

Théodore II Eirenikos (en grec : Θεόδωρος Β΄ Ειρηνικός) est patriarche de Constantinople résidant à Nicée de 1214 à 1216. Avant d'arriver à ce poste, c'est un haut fonctionnaire et le ministre principal durant le règne de l'empereur Alexis III Ange. Après la chute de Constantinople lors de la quatrième croisade, il fuit vers l'empire de Nicée où il devient patriarche.

## Biographie
Théodore II Eirenikos exerce son patriarcat du 28 septembre 1214 au 31 janvier 1216.
Théodore est un homme intelligent et bien éduqué. Il accède à des postes de pouvoir après la disgrâce et l'exil de Constantin Mésopotamitès, le précédent premier conseiller de l'empereur, à l'automne 1197. Eirenikos lui succède en tant que epi tou kanikleiou (secrétaire de l'encrier impérial), un poste qui lui garantit une proximité et une influence forte auprès de l'empereur. Il devient le principal ministre de celui-ci et détient aussi le rang de pansebastos sebastos,. Selon le récit de l'historien Nicétas Choniatès, Eirenikos craint de partager le même sort que Mésopotamitès. De ce fait, il exerce son influence et son pouvoir avec retenue. Il prend garde de ne pas déplaire à l'aristocratie héréditaire qui domine la cour impériale et qui a sapé la position de Mésopotamitès. De ce fait, il ne se risque pas à faire les réformes dont l'Empire a désespérément besoin.
En avril 1204, Constantinople tombe aux mains des Croisés. Comme beaucoup de dirigeants byzantins, Théodore fuit la ville et trouve refuge en Asie Mineure. Là, il devient moine. En 1209, l'empereur de Nicée Théodore Ier Lascaris le nomme au poste de chartophylax du patriarcat de Constantinople, en exil à Nicée. L'empereur lui donne aussi le titre d' hypatos ton philosophon, un titre prestigieux donné au chef de la faculté de philosophie de Constantinople.
Le 28 septembre 1214, Eirenikos est élu patriarche de Constantinople par un synode patriarcal. Durant les deux années que dure son patriarcat, il s'oppose ouvertement à l'Église catholique, notamment à propos de la légitimité du patriarche latin de Constantinople et du contrôle catholique sur les populations orthodoxes dirigées par des princes latins.